# Rauchiwka
Rauchiwka (ukr. Раухівка, ros. Рауховка) – osiedle typu miejskiego w rejonie berezowskim obwodu odeskiego Ukrainy.